# 손경한

손경한(孫京漢, 1951년 3월 22일 ~ )은 대한민국의 변호사, 법학과 교수이다.

## 개요
부산에서 출생하여 부산고등학교를 졸업 후 서울대학교에 진학하여 법과대학과 대학원을 졸업하였으며, 법무법인 중앙과 법무법인 태평양에서 변호사로 활동하였다. 미국 펜실베니아 대학교 법학 석사 및 박사 과정을 마친 후 법무법인 아람을 설립, 대표 변호사로 활동하였으며 1995년에는 (사)기술과법연구소를 설립하여 기술과 법간의 관계를 전문적으로 연구하는 국내 최초의 인물이 되었다. 주요 활동 분야는 국제거래법, 지적재산권법, 과학기술법, 정보사회법, 국제중재 등이다. 그동안 국제거래법학회 회장, 한국상사법학회 부회장, 서울지방변호사회 섭외위원장, 한국중재학회 부회장, 대한변리사회 부회장 등을 역임하였으며, 현재 한국지식재산학회장 및 한국국제사법학회장이자 성균관대학교 법과대학 법학과 교수이다.

## 전환기
손경한 교수는 1979년부터 법조계에 뛰어든 이후 근 30년 동안 국제관계법을 다뤄 온 전문법조인이다. 서울대 법대 졸업 후 미국 펜실베니아대 석·박사과정, 일본 오사카대 박사과정을 수료했으며 미국 뉴욕주 변호사 시험에도 합격한 국내에서 잘 알려진 국제거래 전문 변호사이었다. 그러나 손 교수는 27년간 변호사 일을 하면서 항상 공부가 부족하다 생각했으며 또 자신이 알고 있는 노하우를 학생들에게 알려주고 싶어 하기도 했다. 그는 2005년 건국대 신임교수로 부임할 당시 학생들에게 법적 지식을 가르치는 것이 우선이지만 가슴으로 사람을 느끼고 대할 수 있는 예비 법조인들이 되도록 교육시키고 싶으며 그동안 잊고 있던 젊은 친구들의 열정도 배우고 싶기도 하다며 자신의 교수 인생의 포부와 다짐을 인터뷰한 바 있다.

## 학력[3]
- 1973. 서울대학교 법과대학 졸업 (법학사)
- 1983. 동대학원 졸업 (법학석사; 상법)
- 1985. 미국 Pennsylvania 법과대학원 졸업 (LL.M.)
- 1986. 동대학원 박사(SJD)과정 이수
- 1988. 독일 Max Planck Institute 연구과정 이수
- 2002. 일본 오사카대학교 대학원 법학연구과 (법학박사)

## 주요 경력[3]
- 1977 - 1979 사법연수원 19기 수료
- 1979 - 1988 법무법인 중앙 구성원변호사
- 1988 - 1993 법무법인 태평양 구성원변호사
- 1993 - 2007 법무법인 아람 대표변호사
- 1993 - 현재 공정거래위원회약관심사 자문위원
- 1996 - 1999 한국중재학회 부회장
- 1997 - 2001 서울지방변호사회 섭외위원장
- 2000 - 2004 한국법학원 섭외이사
- 2000 - 현재 전자거래분쟁조정위원
- 2001 - 2006 한국상사법학회 부회장
- 2001 - 현재 한국국제사법학회 부회장
- 2002 - 현재 한국신용카드협회 부회장
- 2005 - 2006 명지대학교 법과대학 교수
- 2006 - 2007 건국대학교 법과대학 교수
- 2007 - 2009 국제거래법학회 회장
- 2007 - 현재 성균관대학교 법과대학원 교수
- 2007 - 현재 기술과 법 연구소 소장
- 2009 - 2010 원자력법고구회 회장
- 2011 - 현재 한국국제사법학회 회장
- 2011 - 현재 한국지식재산학회장

## 주요 저서
과학기술법(편저), 엔터테인먼트법(편저), 문답 스포츠법(공역), 문답IT법(편역), 게임과 법(공저), 문답소프트웨어법(편역), 신 특허법론(편저), 사이버지적재산권법(편저), 특허법원소송(편저)

## 주요 논문 및 발표
- 중재자치와 중재의 준거법(2011)
- 국제지적재산분쟁의 중재 (2007)
- 한국에서의 외국판결승인과 집행 (2003)
- 소프트웨어 계약분쟁과 그 해결 (2003)
- 지적재산침해소송의 국제재판관할과 준거법 (2003)
- Alternative Dispute Resolution System in Korea (2002)
- Dispute Resolution in Electronic Commerce in Korea (2002)
- The New Private International Law of Korea (2001)
- 전자상거래 분쟁의 해결(1999)
- 한국에서의 정보기술의 보호(1996)
- 한국에서의 소프트웨어라이센스(1993)
- 외국판결 및 중재판정의 승인과 집행(1992)
- Legal Aspects of the Korean Telecommunications Industry and Market (1992)
- UN 국제물품매매협약과 계약의 해제(1989)
- 대미거래 및 투자와 분쟁(1988-1990)
- 국제중재 - 유일한 선택? (1988)
- 강행법규상 청구의 중재적격성(1985)

## 수상 경력
- 한국 E-BUSINESS 대상 국무총리상 수상(2002)[5]
- 공정거래의날 기념식 국민훈장 동백장 수상(2005)[6]